# Can Montcanut (Isaac Albéniz, 4)
Can Montcanut és una casa eclèctica de Tiana (Maresme) inclosa a l'Inventari del Patrimoni Arquitectònic de Catalunya.

## Descripció
És un edifici civil de planta rectangular, formada per uns baixos, un pis, un soterrani i un terrat. L'entrada al recinte enjardinat no coincideix amb el costat de la façana principal sinó amb el mur lateral que destaca per la seva torreta de planta quadrada situada al bell mig. El cos format per la planta baixa està decorat amb línies horitzontals gravades a l'arrebossat i que en el pis superior queden reduïdes a uns ficticis carreus angulars.
El coronament de la façana està decorat amb elements vegetals i florals estilitzats, amb tons de verd i que a la part central trenca la línia de la cornisa. Hi ha un terrat transitable. Degut a la funció d'escola se li ha obert una nova porta davant de la façana principal que dona directament al carrer.
El coronament superior de l'edifici fa que es modifiqui l'aspecte clàssic del conjunt. Sobre la façana lateral esquerra hi ha esgrafiada la data de 1911, any en què fou construït l'edifici.
Destaca un fanal situat dalt del pilar que flanqueja l'entrada principal de l'edifici. La seva estructura està realitzada amb ferro colat i presenta una forma pràcticament cilíndrica, coberta per una petita teuladeta circular. Destaca per la seva decoració de tipus vegetal i l'ús de les línies sinuoses, com en el cas dels reganyols que serveixen de suports, així com pels vitralls que el tanquen, amb motius florals i vidres de colors emplomats, típics de l'estil modernista.